# Żabieniec (powiat Pruszkowski)
Żabieniec is een dorp in het Poolse woiwodschap Mazovië, in het district Pruszkowski. De plaats maakt deel uit van de gemeente Nadarzyn en ligt 1,5 km van het gelijknamige dorp Żabieniec in het powiat Piaseczyński. Żabieniec ligt 3 km ten zuiden van de stad Piaseczno en 19 km ten zuiden van de Poolse hoofdstad Warschau.